# Hussards de la Légion de la Moselle
Les Hussards de la Légion de la Moselle également appelés Hussards de Kellermann est un escadron de hussards constitué pendant la Révolution française.

## Création et différentes dénominations
- 19 mai 1792 : L'escadron est créé ; il est composé des hussards de l'ex-régiment du Royal Allemand ainsi que des rares hussards du 4e Régiment de Hussards restés dans le camp républicain.
- 19 juin 1794 : L'escadron est réuni au 7e Régiment de Hussards.

## Uniforme
Les Hussards de la Légion de la Moselle un dolman rose et vert sombre, le col et les parements en pointe (poignets) étaient roses, la culotte "à la hongroise' rose, et le bonnet vert sombre.
Même après leur union aux 7e Régiment de Hussards, ils conserveront cet uniforme jusqu'en 1796.

## Source
Les Hussards français, Tome 1, De l'Ancien Régime à l'Empire, Histoire & Collections